# Néstor Montelongo
Néstor Mario Montelongo (Montevideo, 20 de febrero de 1955 - Montevideo, 10 de mayo de 2021) fue un futbolista uruguayo que jugaba como lateral derecho. Con Peñarol fue campeón de la Copa Libertadores 1982 y de la Copa Intercontinental 1982. Con la selección uruguaya fue campeón de la Copa América 1983. Era conocido como el «Pájaro» Montelongo.

## Biografía
Comenzó en 1973 en Colón, en el puesto de centrodelantero. En 1975 fue goleador de la Segunda División y pasó a Montevideo Wanderers. Pepe Etchegoyen, el segundo técnico que tuvo en Wanderers, lo hizo debutar en Primera en una Liguilla, frente a Danubio, en el puesto de lateral derecho.
En 1979 debutó en la selección uruguaya dirigida por Raúl Bentancor.
A fines de 1981 pasó a Peñarol, que estaba dirigido por Hugo Bagnulo. Al año siguiente obtuvo el campeonato uruguayo 1982; la Copa Libertadores 1982, si bien apenas llegó a jugar unos minutos la Copa Intercontinental 1982 y la Liguilla 1984.
Cuando todavía era suplente en Peñarol, Omar Borrás lo convocó a la selección. Fue campeón de la Copa América 1983 y participó en las eliminatorias para México 1986, pero no fue convocado para el Mundial de México 1986. En total jugó 36 partidos en la selección, entre mayo de 1979 y mayo de 1985.
En 1985 pasó directamente de Peñarol a Nacional, donde jugó 34 partidos. Montelongo siempre había sido simpatizante de Nacional.
En 1986 fue a Racing de Argentina, donde estuvo seis meses. Ese mismo año regresó a Montevideo e instaló una mercería. Dieciocho meses después, Carlos de León y Raúl Bentancor lo convencieron de integrarse a Bella Vista, con la dirección de Voltaire García, pero al poco tiempo se retiró definitivamente.

## Clubes
| Club                 | País      | Año         |
| -------------------- | --------- | ----------- |
| Colón                | Uruguay   | 1973 - 1975 |
| Montevideo Wanderers | Uruguay   | 1975 - 1981 |
| Peñarol              | Uruguay   | 1982 - 1984 |
| Nacional             | Uruguay   | 1985        |
| Racing Club          | Argentina | 1986        |
| Bella Vista          | Uruguay   | 1988        |